# Proyección AuthaGraph

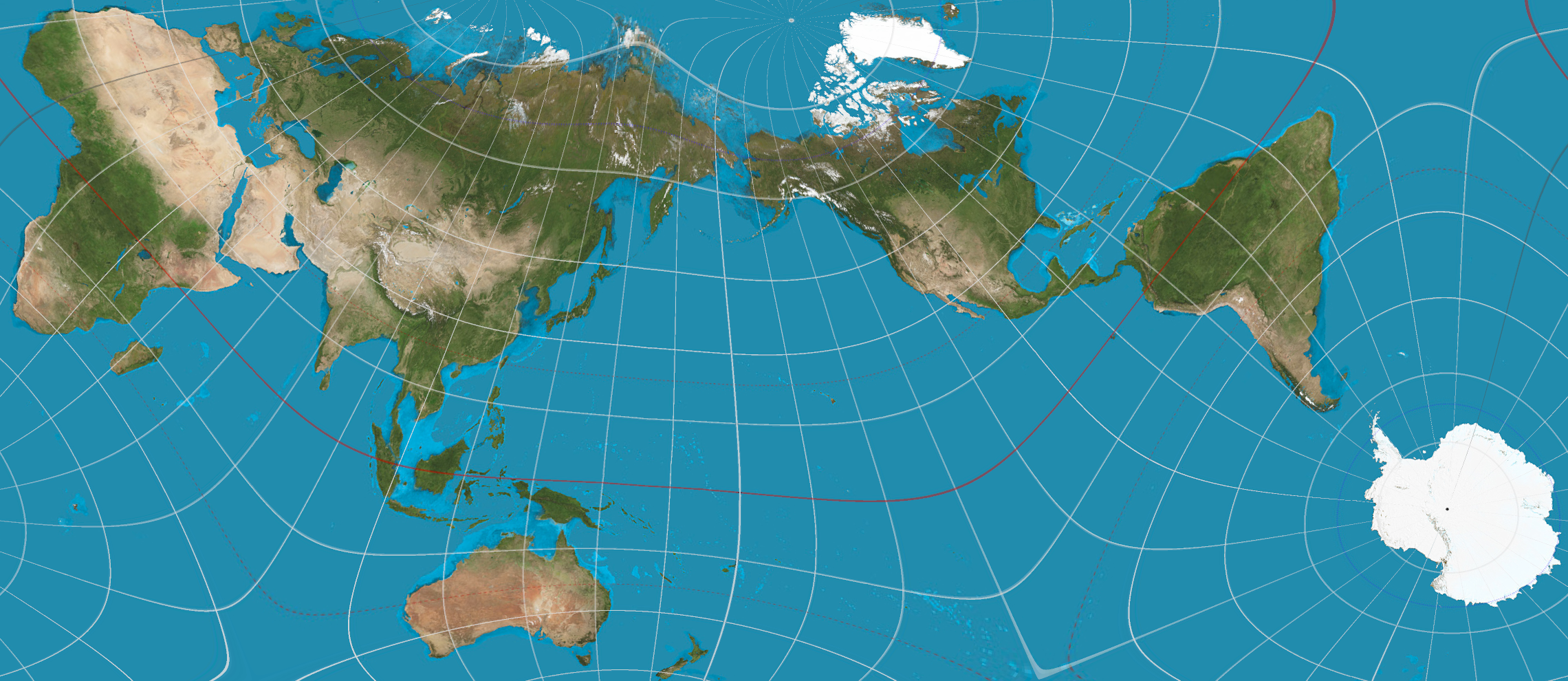
Proyección AuthaGraph

Authagraph es una proyección de mapamundi de áreas aproximadamente iguales inventada por el arquitecto japonés Hajime Narukawa en 1999. El mapa se realiza dividiendo igualmente una superficie esférica en 96 triángulos, transfiriéndolo a un tetraedro mientras se mantienen las proporciones de área, y desplegándolo sobre un rectángulo. El mapa conserva sustancialmente los tamaños y formas de todos los continentes y océanos, mientras que reduce las distorsiones de sus formas, inspirado en el mapa Dymaxion. La proyección no tiene algunas de las principales distorsiones de la proyección de Mercator, como la expansión de países en latitudes del norte, y permite que la Antártida se muestre con precisión y en su totalidad. Los mapas del mundo triangulares también son posibles usando el mismo método. El nombre se deriva de "authalic" y "graph".
El método utilizado para construir la proyección garantiza que las 96 regiones de la esfera que se utilizan para definir la proyección tengan el área correcta, pero la proyección no se califica como área igual porque el método no controla el área a escalas infinitesimales, ni siquiera dentro de esas regiones. 
El mapamundi de AuthaGraph se puede colocar en cualquier dirección sin costuras visibles. A partir de este mosaico de mapas, se puede enmarcar un nuevo mapa del mundo con un contorno triangular, rectangular o de paralelogramo con varias regiones en su centro. Esta teselación permite representar temas temporales, como el movimiento a largo plazo de un satélite alrededor de la tierra en una línea continua.
En 2011, la proyección cartográfica AuthaGraph fue seleccionada por el Museo Nacional Japonés de Ciencia e Innovación Emergentes (Miraikan) como su herramienta cartográfica oficial. En octubre de 2016, la proyección cartográfica AuthaGraph ganó el Gran Premio al Buen Diseño 2016 del Instituto de Promoción de Diseño de Japón .